# Alfredo Talavera
Pour les articles homonymes, voir Talavera (homonymie).
Alfredo Talavera Díaz est un footballeur international mexicain né le 18 septembre 1982 à La Barca. Actuellement avec le FC Juárez, dans le Championnat du Mexique, il évolue au poste de gardien de but.

## Carrière

### Club
Il fait son début en première division mexicaine en 2003 avec le club Chivas de Guadalajara lorsque Oswaldo Sanchez, le gardien partant, se blesse. Il fut Champion avec ce même club en 2006, mais n'a pas joué une seule minute.

### International
Il sera appelé à représenter le Mexique pour la première fois en janvier 2011, alors que Jose Manuel De La Torre est l'entraineur responsable duTri. Il jouera sa première partie contre le Paraguay.
En 2016, Talavera part représenter le Mexique aux Jeux Olympiques de Rio. Titulaire lors des trois matchs, Talavera ne parviendra pas éviter l'élimination de son équipe en phase de poules. 
Sélectionné pour la Coupe du Monde 2018, il n'y jouera aucun match.
Le 14 novembre 2022, il est sélectionné par Gerardo Martino pour participer à la Coupe du monde 2022. Âgé de plus de quarante ans, il est le plus vieux joueur sélectionné pour la compétition.

## Palmarès
- Championnat du Mexique :
  - Champion du Tournoi du Bicentenario 2010

- Vainqueur de la Gold Cup 2011